# 動態路由
动态路由又称自适应路由，是指路由器能根据系统内通信电路的当前状况，通过不同的路由或指定的目的地转发数据的过程（如遇到有故障的節點直接繞過或選擇其他正常的路徑）。這一概念常见於与计算机网络相关联的領域。